# Областная клиническая больница имени И. И. Мечникова
Областная клиническая больница имени И. И. Мечникова в г. Днепр — одно из старейших многопрофильных лечебных медицинских учреждений Украины, областной центр специализированной хирургической помощи.

## История

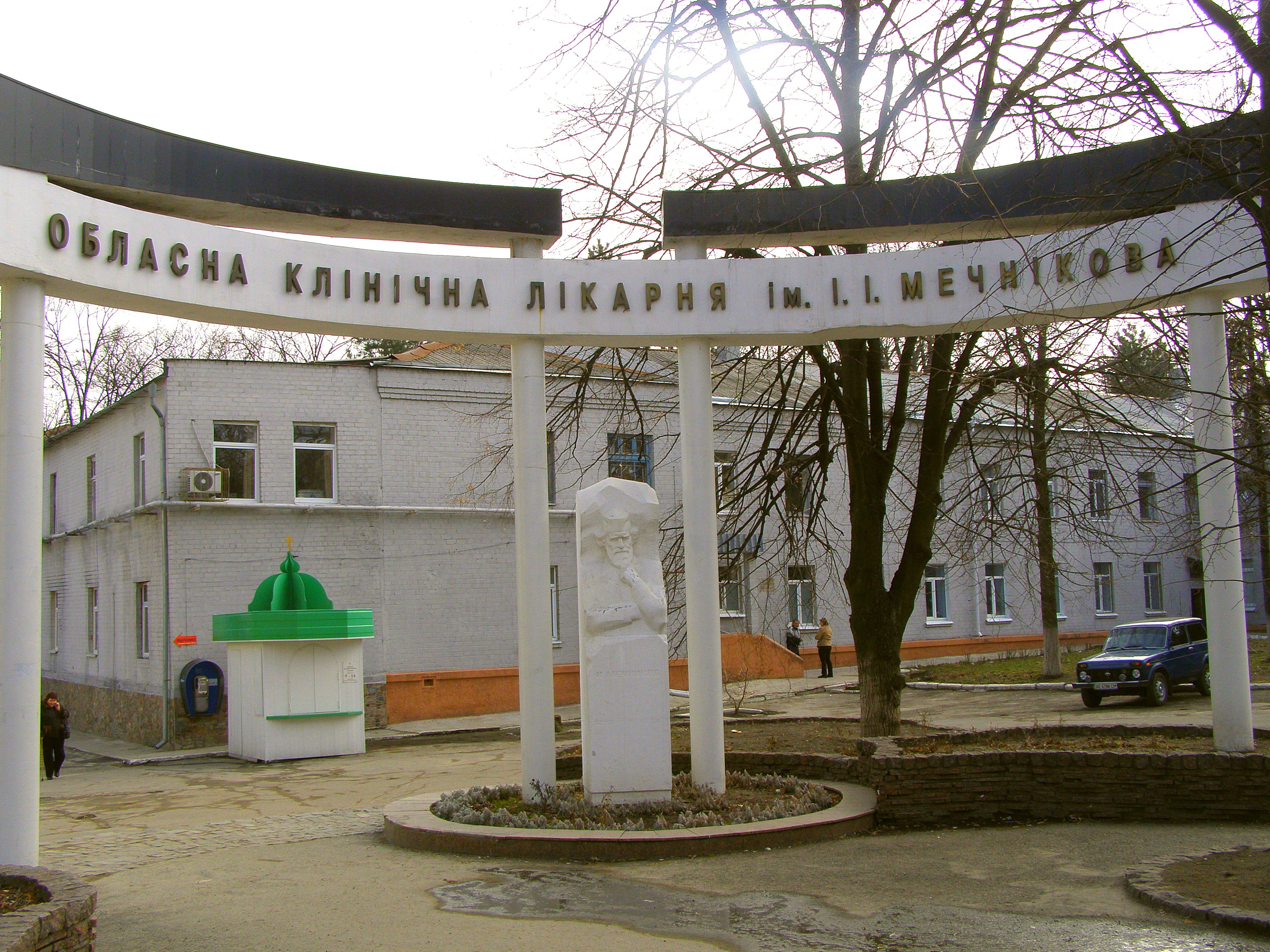
Вход на территорию больницы

11 мая 1998 больнице исполнилось 200 лет. К 200-летнему юбилею в больнице создан музей, свидетельствующий об истории и этапах её развития, научных и практических достижениях учреждения.
Архивные документы свидетельствуют о том, что 11 мая 1798 года в городе Екатеринославе была основана Екатеринославская губернская больница.

### 1 период (1798—1867)
Город Екатеринослав был основан на правом берегу Днепра в 1787 году. Больница городу была нужна, так как из-за наводнений распространялись вспышки тифа и холеры.
Больницу сумели организовать в 1798 году — «богоугодное заведение» на 30 коек с должностью одного врача. Через некоторое время больница получила статус губернской.
В 1800 году штат больницы увеличился до 8 человек, коек стало уже 50. В 1845 году построено новое здание больницы на 240 коек. Лечение было платным, что было очень неудобным малым слоям населения Екатеринослава (а таких было не мало). Из-за этого отказы в госпитализации достигали 70 % случаев.

### 2 период (1867—1917)
С 1867 года больница стала называться Екатеринославская губернская земская больница, поскольку надзор за работой больницы осуществляла Земская управа.
В 1870 году при больнице была открыта Земская фельдшерская школа, которая выпускала по 20 фельдшеров ежегодно.
С 1882 по 1915 год в больнице активно возводились больничные и хозяйственные корпуса, увеличивался объём и качество медицинской помощи.
За этот период начали функционировать: психиатрическое отделение, родильное отделение, офтальмологическое отделение, гинекологическое и женское венерологическое отделение, приют для детей-сирот, рентгенотделения и другие.

### 3 период (1917—1945)
В 1916 году при больнице начали действовать Екатеринославские Высшие женские курсы. После революции эти курсы были преобразованы в медицинский институт.
С 1918 года на базе отделений больницы начали работать кафедры медицинского института.
Осуществляемые социально-экономические реформы в стране в период с 1918 по 1941 год привели к укреплению материально-технической базы, повышение квалификации медицинских кадров, улучшение качества медицинского обслуживания.
Во время Великой Отечественной войны на базе больницы был организован эвакогоспиталь № 3582 для лечения раненых воинов.
Памятный знак установлен на здании бывшего эвакогоспиталя в 1986 году.
После освобождения города коллективом больницы была проведена масштабная работа по её восстановлению.
В 1945 году в ознаменование 100-летия со дня рождения И. И. Мечникова больнице было присвоено звание великого русского учёного.

### 4 период (1945 — настоящее время)
Значительного развития больница приобрела в послевоенные годы.
В наше время больница — это значительный организационно-методический, консультативно-диагностический и лечебный центр в области, научно-практическая база для 13 кафедр Днепровского государственного медицинского университета.

### Российско-украинская война
Больница пострадала в результате российского обстрела города Днепр вечером 25 октября 2024 года. 